# 笹生陽子
笹生 陽子（さそう ようこ、1964年 - ）は日本の小説家。

## 略歴
東京都生まれ。慶應義塾大学文学部人間関係学科人間科学専攻卒業。
1995年「ジャンボジェットの飛ぶ街で」が講談社児童文学新人賞佳作となる。
1996年『ぼくらのサイテーの夏』で第30回日本児童文学者協会新人賞、第26回児童文芸新人賞を受賞。
2003年、『楽園のつくりかた』で第50回産経児童出版文化賞を受賞。

## 作品
- 『きのう、火星に行った。』（講談社） 1996年6月、のち文庫
- 『ぼくらのサイテーの夏』（講談社） 1999年6月、のち青い鳥文庫、講談社文庫
- 『さよならワルガキング』（汐文社） 2001年12月
- 『楽園のつくりかた』（講談社） 2002年7月、のち角川文庫
- 『バラ色の怪物』（講談社） 2004年7月、のち文庫
- 『ぼくは悪党になりたい』（角川書店） 2004年7月、のち文庫
- 『サンネンイチゴ』（理論社） 2004年10月、のち角川文庫
- 『世界がぼくを笑っても』（講談社） 2009年5月
- 『今夜も宇宙の片隅で』（講談社） 2009年7月
- 『家元探偵マスノくん』（ポプラ社） 2010年11月、のちポプラ文庫ピュアフル
- 『空色バトン』 (文藝春秋) 2011年6月